# Neomochtherus pygaeus
Neomochtherus pygaeus är en tvåvingeart som beskrevs av Tsacas 1963. Neomochtherus pygaeus ingår i släktet Neomochtherus och familjen rovflugor. Inga underarter finns listade i Catalogue of Life.